# 達米恩·佩爾基
達米恩·佩爾基（波蘭語：Damien Perquis，1984年4月10日—）是波蘭的一位足球運動員。出生在法國。在場上司職後衛。他現在效力于美職聯賽球隊多倫多FC。